# Myzostoma bocki
Myzostoma bocki is een ringworm uit de familie Myzostomatidae.
Myzostoma bocki werd in 1937 voor het eerst wetenschappelijk beschreven door Jägersten.